# Salmoneu
Segons la mitologia grega, Salmoneu (en grec antic Σαλμωνεύς) va ser un rei de l'Èlida, fill d'Èol i d'Enàrete. Descendeix de Deucalió i de Pirra.
Durant la seva joventut es va estar a Tessàlia, la seva pàtria d'origen, però va emigrar a l'Èlida amb un grup de compatriotes seus, on fundà una ciutat anomenada Salmone.
Es va casar en primeres núpcies amb Alcídice, filla d'Àleu, que li va donar una filla, Tiro. Quan va morir la seva esposa, es va casar amb Sidero, que va ser una madrastra cruel per a Tiro.
Salmoneu, famós per la seua supèrbia, pretenia igualar-se a Zeus i exigia que els seus súbdits li retessin el mateix culte. Va construir un pont de bronze sobre el qual passava amb el seu carro que tenia rodes de ferro i arrossegava cadenes, perquè sonés com un tro i des d'allà llançava torxes enceses per imitar els llamps.
Zeus, irritat per aquesta suplantació, el va fulminar i el precipità al Tàrtar. El déu va matar, no sols el rei, sinó tot el seu poble, i enderrocà la ciutat de Salmone. Es deia que Salmoneu no era gaire estimat pels seus súbdits, que havien d'entomar les torxes que tirava el rei, per tal d'evitar incendis.